# 本頓鎮區 (密蘇里州牛頓縣)
本頓鎮區（英語：Benton Township）是位於美國密蘇里州牛頓縣的一個行政鎮區。

## 地方資料
本頓鎮區的面積為84.29平方千米，當中陸地面積為84.10平方千米，而水域面積為0.18平方千米。根據2020年美國人口普查的數據，當地共有人口648人，而人口密度為每平方千米7.69人。